# 洛恩斯堡
洛恩斯堡是奥地利上奥地利州因克赖斯地区里德县的一个市镇。总面积40平方公里，总人口2287人，人口密度57.2人/平方公里（2005年）。